# Ватубельцы

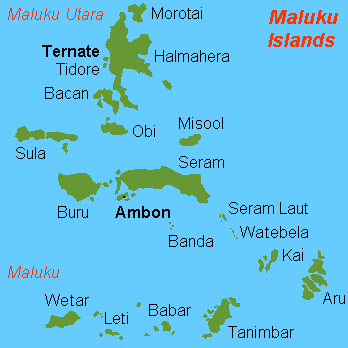
Местоположение острова Ватубела среди островов Малуккского архипелага

Ватубельцы (альтернативное название — ватубела, матубела) — народов восточной Индонезии. Обитает на островах Ватубела, расположенных в юго-восточной части Молукк. Принадлежит к группе амбоно-тиморских народов западно-тиморского ареала банда-гесерской подгруппы. На конец XX века численность достигала 3 тыс. человек.

## Язык
Говорят на гесерском языке, имеют собственный язык, относящийся к центрально-малуккским языкам (Blust 1993: 244)и одноименный с названием народа и архипелага — ватубела.
Пример:
«Kadola» с ватубельского означает «деревня». (Chlenov 1980: 430)

## История
Начиная c конца VII — начала VIII в.в. и заканчивая XIV в. являются частью государства Шривиджая, центром которого являлся остров Суматра. Так же известно, что в XV—XVI входили в Малуккский султанат.
С середины XVI Малуккские острова, частью которых является и остров Ватубела, первыми из всех архипелагов будущей Индонезии, подверглись процессу колонизации, сперва португальцами, затем, пришедшими им на смену, голландцами. Сначала входили в сферу влияния Нидерландской Ост-Индской компании, а с 1782 и до 1942 года в колониальные владения Нидерландской короны.

## Религия
По вероисповеданию являются мусульманами-суннитами.

## Быт
Основными промыслами ватубельцев являются рыболовство и добыча саго. Земледелием не занимаются. Саго преобладает в рационе, употребляют его в варёном виде, также из них готовят печеные изделия.
Поселения этого народа располагаются вдоль берега, поэтому, чтобы не дать воде добраться до домов, жилища ставят на сваи, стены и крышу делают из черенков листьев саговой пальмы.
В одежде отдают предпочтение малайской моде, а также, с недавних пор, и европейской. Женщины носят массивные золотые серьги. Во время государственных мероприятий отличительными чертами в одежде вождя являются туника и платок, сделанные из атласа и украшенные цветами (Wallace 1862: 133).
В быту используют орудия из меди, которые имеют для ватубельцев большую ценность (там же).
В прошлом существовал ритуал инициации, проводившийся в честь достижения члена народа совершеннолетия. На данный момент утерян.

## Социум
Рода и линиджи, состоящие из родовых объединений, являются основой деления общества ватубельцев.
В прошлом имели кроскузенную традицию брака и опыт в охоте за головами. На данный момент эти традиции считаются утерянными.